# Soweto
Soweto – zespół gmin miejskich w Południowej Afryce, w prowincji Gauteng, w południowo-zachodniej części Johannesburga. Około 1,7 mln mieszkańców. (2008). Obecnie pełni głównie funkcje mieszkaniowe dla ludności czarnej. Czwarte co do wielkości miasto kraju.

## Historia

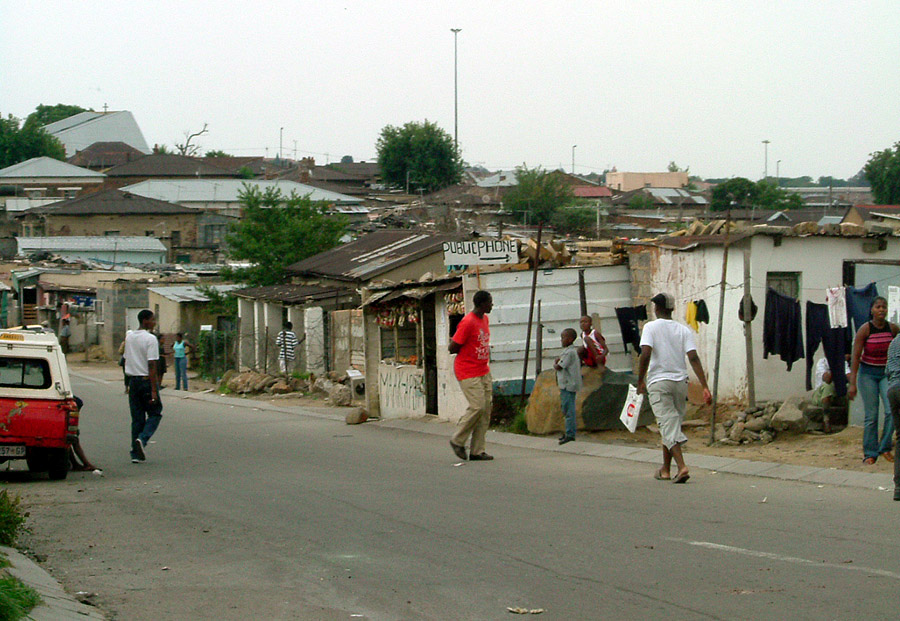
Ulica w Soweto

Historia Soweto rozpoczęła się w 1904 roku (wtedy Klipspruit), kiedy to zbudowane zostało tu osiedle pracownicze dla robotników zatrudnionych w tutejszej kopalni. W krótkim czasie potem nastąpił gwałtowny przyrost liczby ludności, gdyż apartheidowski rząd w Johannesburgu przeznaczył ten obszar na dzielnicę dla czarnych. Nazwa Soweto jest skrótowcem utworzonym od słów South-Western Townships (z ang. „osiedla południowo-zachodnie”).
Początki obecnej zabudowy miasta sięgają 1954, kiedy to rząd południowoafrykański postanowił zlikwidować slumsy wokół Johannesburga. Część z nich zmodernizowano, a część zlikwidowano, a mieszkańców umieszczono w Soweto, tak by mieć nad nimi lepszy nadzór policyjny. Każda z rodzin otrzymała wówczas domek wydzierżawiony na okres 30 lat. W 1963 roku nastąpiło połączenie czterech okolicznych osiedli o podobnym charakterze w jedno miasto Soweto. Od 1970 do 1984 liczba mieszkańców miasta potroiła się. W pierwszej połowie lat 80. XX wieku istniał tu tylko jeden szpital (Baragwanath), a śmiertelność niemowląt przekraczała 36%. Nie wybudowano tu zakładów pracy – miasto było sypialnią, z której ludność dojeżdżała do pracy w inne miejsca.

## Osoby i problemy
Soweto jest symbolem walki o zniesienie apartheidu, w tym mieście zamieszkiwali popularni działacze tj. Nelson Mandela czy Desmond Tutu. Na pamiątkę wybuchu protestów (16 czerwca) i masakry protestujących dzieci, dokonanej 19 czerwca 1976 przez policję, od 16 czerwca 1991 obchodzony jest w tym dniu Międzynarodowy Dzień Dziecka Afrykańskiego.